# کودک شوره زار
کودک شوره‌زار یکی از داستان‌های کوتاه، اثر امیر مقدمی‌کیا نویسنده و مهندس ایرانی است. او این داستان را با الهام گرفتن از زیبایی‌ها و خطرات خشکی دومین دریاچه شور جهان یعنی دریاچه ارومیه، در پاییز ۱۳۹۸ نوشت و کانون فرهنگی چوک آن را در قالب نمایش صوتی در تیر ماه سال ۱۴۰۰ منتشر کرد.

## دربارهٔ کودک شوره‌زار
این داستان کوتاه غم‌انگیز، حکایت زندگی کودکی است که تحت تأثیر خشک شدن دریاچه شور قرار گرفته‌است و با توسعه جامعه مدرنیته صنعتی و تأثیرات آن بر محیط زیست، زندگی معصومانه کودک با سرفه‌های دردناک به پایان می‌رسد. داستان به توصیف‌هایی چون زیبایی‌های طبیعت، معصومیت کودکان، اختلافات طبقاتی، تنوع فرهنگی و… جامعه می‌پردازد.
داستان دریاچه‌ای است که در گذشته وجود داشته و مردم در آن خاطره‌سازی می‌کرده‌اند. حالا آن دریاچه خشک شده و تبدیل به یک شوره زار شده‌است. کودک در کنار شوره زار هوس دریا و شنا در آب می‌کند و پدرش می‌گوید به خانه برود و در تشت آب گرم شنا کند و در نهایت کودک معصوم با توصیفی غم‌انگیز بر اثر وزش باد و استنشاق ریز گردهای نمک به صورت دردناکی می‌میرد.
داستان، بی‌آبی دریاچهٔ ارومیه و زیبایی‌های آن را در ذهن شنونده تداعی می‌کند که روزگاری مسافران زیادی از شهرها و کشورهای مختلف برای دیدن آن می‌آمدند و غوغایی به پا می‌کردند و امروز از آن همه رفت و شد و هیاهو شوره زاری باقی مانده با دردی بر دل نسل جدید در اطراف آن دریاچه.